# 소말리아피그미저빌
소말리아피그미저빌(Microdillus peeli)은 황무지쥐아과에 속하는 설치류의 일종이다. 소말리아피그미저빌속(Microdillus)의 유일종이다. 소말리아에서만 발견된다. 자연 서식지는 아열대 또는 열대 기후 지역의 건조 관목 지대이다.